# Escolhidos
Escolhidos é um álbum de estúdio da cantora brasileira Elaine de Jesus. O disco, produzido por Ronny Barboza e Adelso Freire é o segundo da cantora pela gravadora Sony Music Brasil. O processo de escolha das canções demorou seis meses, sendo que mais de trezentas foram avaliadas no período.
O projeto gráfico foi produzido pela Agência NaMassa. As fotos do disco foram registradas nos Estados Unidos.
Foi lançado em julho de 2012.Tendo como single as músicas "Que Ele Cresça" e "O Senhor do Reino é Ele". 
Em 2014 o CD foi premiado pelo Troféu de Ouro na categoria "Melhor CD" 

## Faixas
1. Que Ele Cresça (Anderson Freire)
2. Provocando Milagres (Elizeu Gomes)
3. Escolhidos (Anderson Freire)
4. Então Será Curado (Adelso Freire)
5. Salmos 23 (Moisés Cleyton)
6. Hoje Tem Festa (Anderson Freire, Adelso Freire, Aretusa Cardoso e André Freire)
7. O Senhor do Reino é Ele (Moisés Cleyton)
8. A Demora de Deus (Elizeu Gomes)
9. Sacerdote Fiel (Elizeu Gomes)
10. Atos 2 (Anderson Freire)
11. Anonimato (Anderson Freire e Dedé de Jesus)
12. Parceria (Ervêncio)
13. Surpresa da Glória (Elizeu Gomes)
14. Quero Mergulhar (Celso Barbosa)
15. Ressuscitou, Ele Está Vivo (Anderson Freire, Adelso Freire, Gislaine e Mylena)

## Ficha Técnica
- Gravado nos estúdios Baeta e Ronny Produções (Itu-SP)
- Gravação de voz no Perfection Recording Studio (Boston-USA)
- Técnico de gravação: Eduardo Muniz
- Masterizado por Luciano Vassão no Estúdio Master Final (SP)
- Fotografia: Oliveira Studios (Boston-USA) e Manoel Guimarães (Curitiba-PR)
- Projeto gráfico: NaMassa Produtora
- Direção de arte: Lincoln Baena

Músicas 4, 6, 7, 10, 11, 13 e 15:
- Produção musical, arranjos e sequencers: Adelso Freire
- Arranjo na música "Hoje Tem Festa": Dedy Coutinho
- Violão e guitarra: Adson Sodré
- Baixo: Dedy Coutinho
- Bateria: Alexandre Aposan
- Bateria na música "Anonimato": Adelso Freire
- Saxofone: Roger Rocha
- Trombone: Rafael Rocha
- Trompete: Bruno Santos
- Violinos: Eliézer Isidoro e Adriana Vinand
- Back-vocal: Pheterson Mayki, Dedy Coutinho, Kezia Coutinho, Saulo Oliveira, Dirceu Freire, Dione Freire e Aretusa Cardoso
- Gravado e mixado no Studio S2 por Marcos Fabrizio

Músicas 1, 2, 3, 5, 8, 9, 12 e 14:
- Produção musical e arranjos: Ronny Barboza
- Arranjos de cordas: Ronny Barboza e Ezequiel Nascimento
- Piano e teclados: Ronny Barboza
- Guitarras e violões: Henrique Garcia
- Contrabaixo: Charles Martins
- Bateria: Sidão Pires
- Bateria na música "Quero Mergulhar": Alexandre Aposan
- Percussão: James Curaça
- Violinos: Aramis Rocha, Robson Rocha, Alexandre de Léon, Daniel Pires, Deni Rocha, Rafael Cesário, Silas Simões, Guilherme Sotero, Rodolfo Lota e Alexandre Cunha
- Back-vocal: Simone Barboza, Paloma Possi, Hedy Barbosa, Rodrigo Mozart, Raquel Farias e Paulo Zuckini
- Loops: Anderson Pontes
- Técnicos de gravação: Luciano e Ednelto Linhary
- Mixagem: Anderson T. Barros e Ronny Barboza